# شيكو بنيمون
شيكو بنيمون (بالإنجليزية: Chico Benymon)‏ مواليد 7 أغسطس 1974 في أميتيفيل، الولايات المتحدة، هو ممثل أمريكي. معروف بدور «سبينسر» في المسلسل الكوميدي نصف ونصف.

## الأعمال
- مويشا (2000) (بدور: لامونت)
- هوليوود هايتس (2012) (بدور: ريك)
- عائلة ثندرمان (2014) (بدور: راي بريستون)

## روابط خارجية
- شيكو بنيمون على موقع IMDb (الإنجليزية)
- شيكو بنيمون على موقع أول موفي (الإنجليزية)
- شيكو بنيمون على موقع ديسكوغز (الإنجليزية)
- شيكو بنيمون على موقع قاعدة بيانات الفيلم (الإنجليزية)